# Café Tomaselli

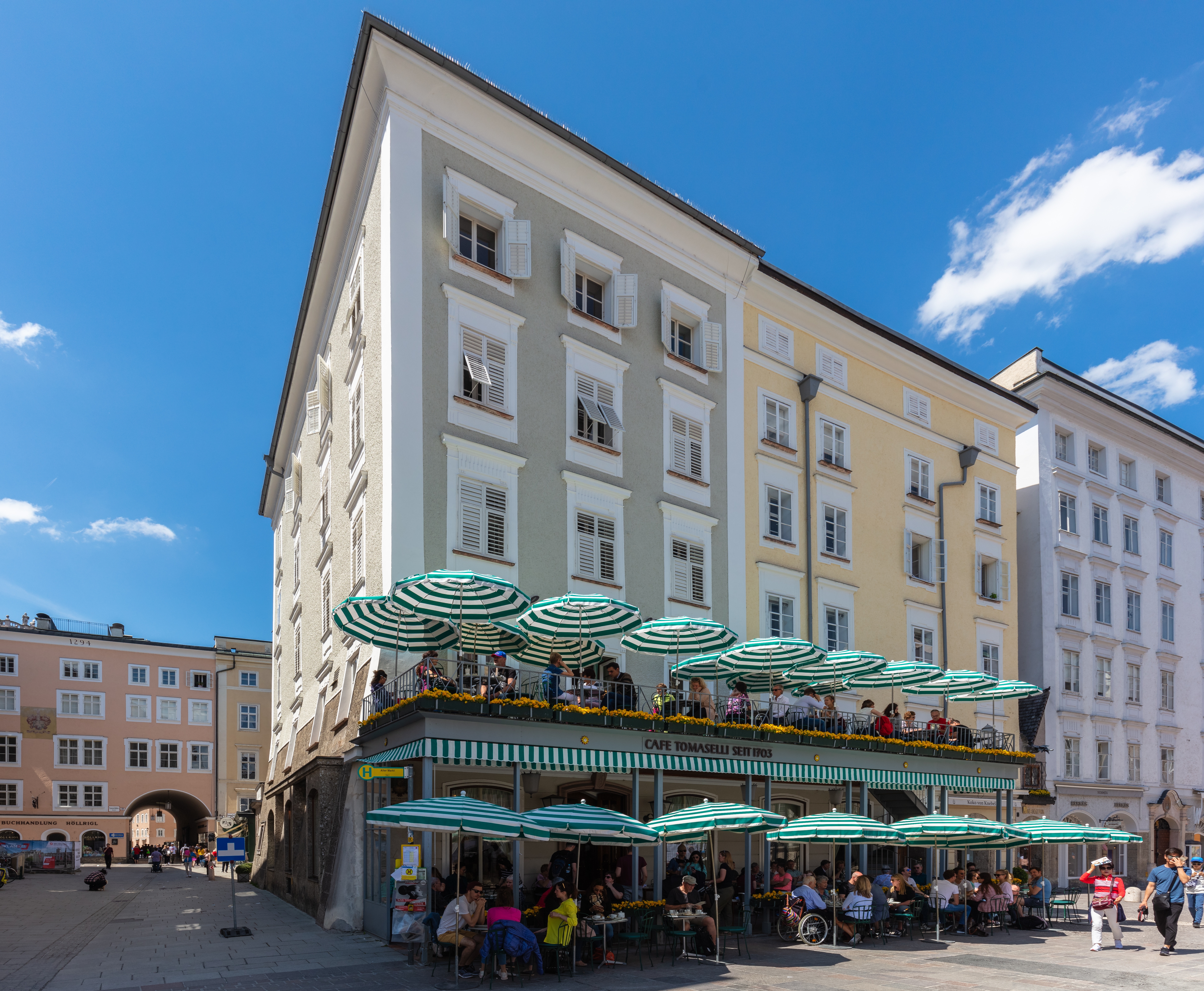
Cafe Tomaselli am Alten Markt

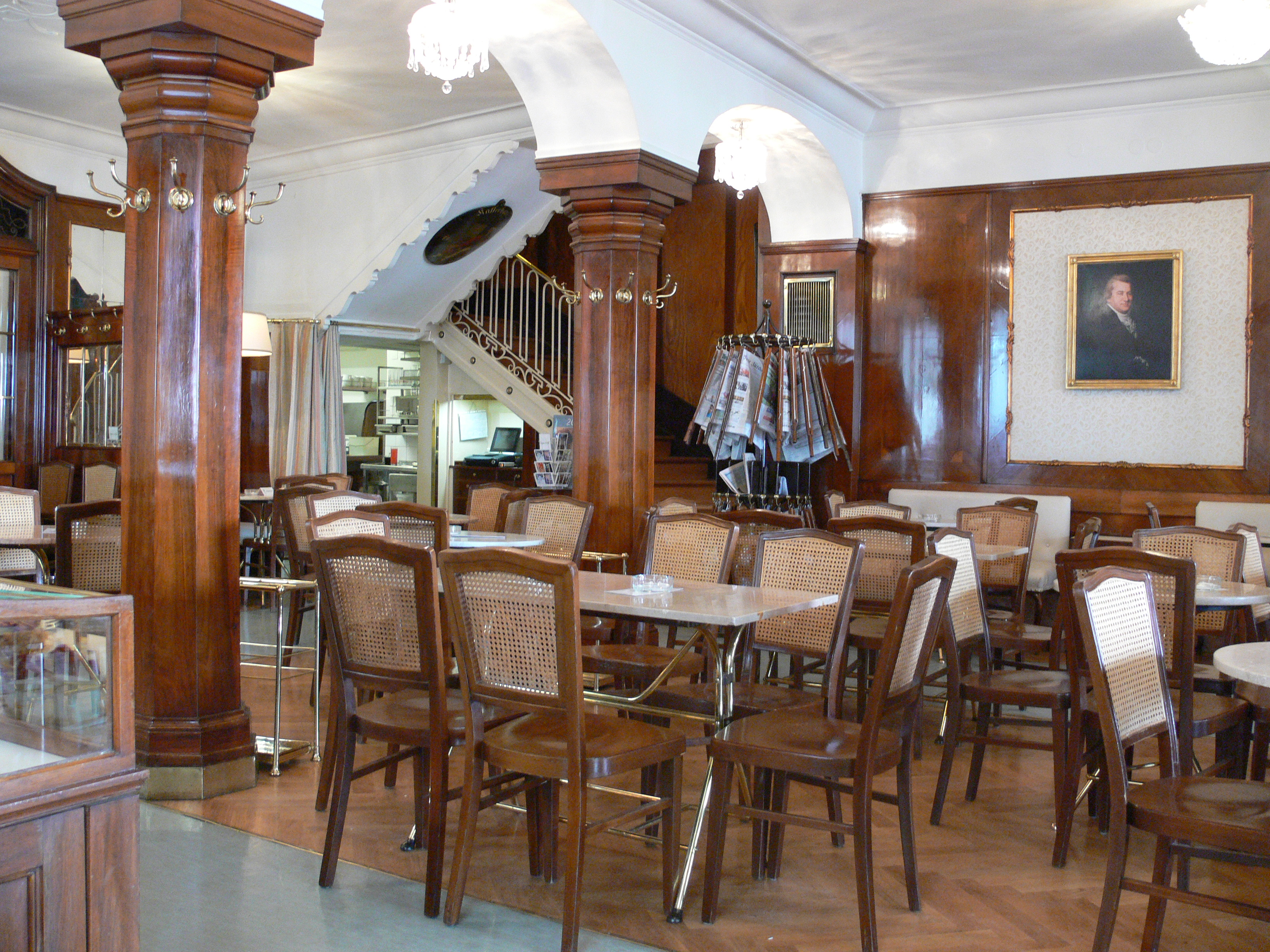
Im Café Tomaselli

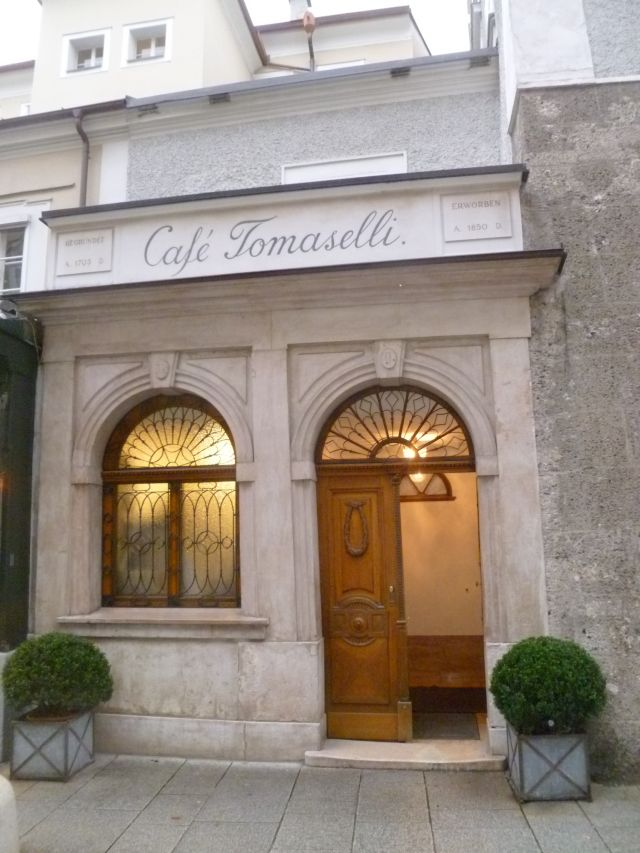
Nebeneingang zum Café Tomaselli (mit falscher Jahreszahl)

Das Café Tomaselli am Alten Markt Nr. 9 in der Landeshauptstadt Salzburg ist das älteste noch betriebene Kaffeehaus in Österreich. Seine Geschichte reicht bis ins Jahr 1700 zurück. Es ist seit dem 12. März 1852 im Besitz der Familie Tomaselli.

## Geschichte
Erst im Jahr 2003 fand der Historiker Gerhard Ammerer bei Recherchen zur Geschichte des Cafés heraus, dass es nicht 1703 gegründet wurde, wie an der Fassade steht, sondern bereits im Jahr 1700. Damals erhielt Johann Fontaine die Genehmigung der Behörden, den ersten „Kaffeausschank“ in Salzburg zu eröffnen. Er befand sich aber zunächst in der Goldgasse und war noch kein echtes Kaffeehaus, sondern vor allem ein Treffpunkt für Studenten. 1764 wurden die Rechte zum Kaffeeausschank von Anton Staiger erworben, der das Café am heutigen Standort gründete; es erhielt den Namen „Staiger“. Staiger war Hofmeister von Erzbischof Siegmund III. Graf Schrattenbach. Er machte aus dem Kaffeehaus ein vornehmes Etablissement für das gehobene Bürgertum. Selbst Mozart war häufig im Staiger zu Gast, wie er in seinen Schriften vermerkte. Auch Michael Haydn gehörte zum Freundeskreis Staigers. Nach dem Tod von Anton Staiger am 2. Januar 1781 übernahm dessen Sohn Franz Anton das Café und vergrößerte es durch den Ankauf zweier Geschäftsläden. Nach dessen Tod 1819 kam es an seinen Sohn Josef, der es aber bald Pächtern übergab.
1852 verkaufte Johanna Staiger das Café an den „Zuckerbäcker“ Carl Tomaselli, den Sohn des Tenors Giuseppe Tomaselli aus Mailand. Die Familie verkehrte mit der Familie Wolfgang Amadeus Mozarts. Die Witwe Mozarts, wiederverheiratete Constanze von Nissen, lebte von 1820 bis 1826 ebenfalls in diesem Haus. Tomaselli ergänzte das bestehende Angebot an Kaffee, Tee und Kakao um Speiseeis. 1859 wurde gegenüber dem Café der Tomaselli-Kiosk eröffnet, der auch heute noch im Sommer ein Treffpunkt kultivierter Geselligkeit ist. Einige Jahre später ließ Tomaselli ein zweites Billard- und Spielzimmer einrichten, das 1891 dann zum „Damensalon“ wurde; bis dahin war der Besuch ausschließlich Männern vorbehalten gewesen. 1937/38 wurde nach Plänen des Architekten Otto Prossinger die Tomaselli-Terrasse errichtet. Sonst ist das Café weitgehend unverändert geblieben.
Nach dem Zweiten Weltkrieg wurde das Café für mehrere Jahre von den Amerikanern beschlagnahmt und unter dem Namen Forty Second Street Café gewissermaßen als amerikanischer Coffee-Shop betrieben. 1950 wurde es der Familie Tomaselli jedoch zurückgegeben. Das Café wird mittlerweile in der fünften Generation von der Familie geführt.